# Carpobrotus muirii
Carpobrotus muirii és una espècie de la família de les aizoàcies oriünda de la zona del Cap Occidental, a Sud-àfrica.

## Descripció
És una planta crassa perenne, nana i de port reptant. Pot arribar a uns 150 mm d'alçada i tenir una extensió d'1m o més. És similar al també sud-africà bàlsam (Carpobrotus edulis), però més petita en tots els aspectes. Les flors, de color porpra, són presents durant l'hivern i la primavera.

## Distribució
Habita a llocs costaners, sòls sorrencs exposats i dunes. Endèmica de la Província Occidental del Cap, normalment només es produeix de manera natural en uns quilòmetres de costa.

## Ecologia
És una espècie adaptada a l'ambient costaner, resistent al vent i a la boira salina. Creix bé en vessants exposats i amb sòl de mala qualitat.
Proporciona un hàbitat protector per a diverses espècies de llangardaixos i atrau les aus. Els seus fruits, dolços, són una font d'aliment per a les tortugues.
Es pot veure amenaçada per l'avanç de les terres de cultiu i per plantes invasores.

## Utilització
En la seva àrea de distribució s'utilitza en jardins al litoral, on resulta una bona planta pionera per a l'estabilització de sòls i per rocalles i jardins al costat del mar, amb baixos requeriments d'aigua un cop establerts. Es propaga fàcilment amb esqueixos de les seves tiges herbàcies.
Els seus fruits madurs s'utilitzen en melmelades. Posseeix qualitats medicinals.